# Joey Mantia
Joseph Mantia (conocido como Joey Mantia; Ocala, 7 de febrero de 1986) es un deportista estadounidense que compite en patinaje de velocidad, en las modalidades sobre hielo y en línea.
Participó en tres Juegos Olímpicos de Invierno, obteniendo una medalla de bronce en Pekín 2022, en la prueba de persecución por equipos (junto con Casey Dawson, Emery Lehman y Ethan Cepuran), el séptimo lugar en Sochi 2014 (persecución por equipos) y el cuarto en Pyeongchang 2018 (1000 m).
Ganó cuatro medallas en el Campeonato Mundial de Patinaje de Velocidad sobre Hielo en Distancia Individual entre los años 2017 y 2021.
Además, obtuvo 47 medallas en el Campeonato Mundial de Patinaje de Velocidad sobre Patines en Línea (28 de oro, diez de plata y nueve de bronce).

## Palmarés internacional
| Juegos Olímpicos                           | Juegos Olímpicos                | Juegos Olímpicos  | Juegos Olímpicos        |
| Año                                        | Lugar                           | Medalla           | Prueba                  |
| ------------------------------------------ | ------------------------------- | ----------------- | ----------------------- |
| 2022                                       | Pekín (China)                   | Medalla de bronce | Persecución por equipos |
| Campeonato Mundial en Distancia Individual |                                 |                   |                         |
| Año                                        | Lugar                           | Medalla           | Prueba                  |
| 2017                                       | Gangneung (Corea del Sur)       | Medalla de oro    | Salida en grupo         |
| 2019                                       | Inzell (Alemania)               | Medalla de oro    | Salida en grupo         |
| 2020                                       | Salt Lake City (Estados Unidos) | Medalla de bronce | 1500 m                  |
| 2021                                       | Heerenveen (Países Bajos)       | Medalla de oro    | Salida en grupo         |